# المدرسة الدولية البريطانية في القاهرة
المدرسة الدولية البريطانية في القاهرة هي مدرسة بريطانية تقع في مدينة القاهرة، مصر.

## الروابط الخارجية
1. ↑  "Contact Us نسخة محفوظة 13 أغسطس 2020 على موقع واي باك مشين.." British International School in Cairo. Retrieved on 23 January 2015. "Physical Address: Km 38, Cairo-Alexandria Desert Road, Beverly Hills, 6th of October City, Egypt, 12451" – See map نسخة محفوظة 26 ديسمبر 2016 على موقع واي باك مشين.

- School website